# Zingel streber
Zingel streber é uma espécie de peixe da família Percidae.
Pode ser encontrada nos seguintes países: Austria, Bósnia e Herzegovina, Bulgária, Croácia, República Checa, Alemanha, Grécia, Hungria, Itália, Moldávia, Sérvia e Montenegro, Eslováquia, Eslovénia, Suíça e Ucrânia.